# ليوبيم
ليوبيم (بالروسية: Любим) هي إحدى مدن روسيا في الكيان الفدرالي الروسي ياروسلافل أوبلاست.